# Santuario Diocesano San Juan Grande (Jerez de la Frontera)
El Santuario Diocesano San Juan Grande es un templo católico localizado en Jerez de la Frontera (España).

## Advocación
Esté dedicado a la memoria de San Juan Grande, santo que realizó casi toda su obra en la ciudad. Además, es patrón de la Diócesis de Asidonia-Jerez.

## Localización
El templo está localizado dentro del Hospital de igual nombre, que pertenece a la Orden de San Juan de Dios.

## Estructura

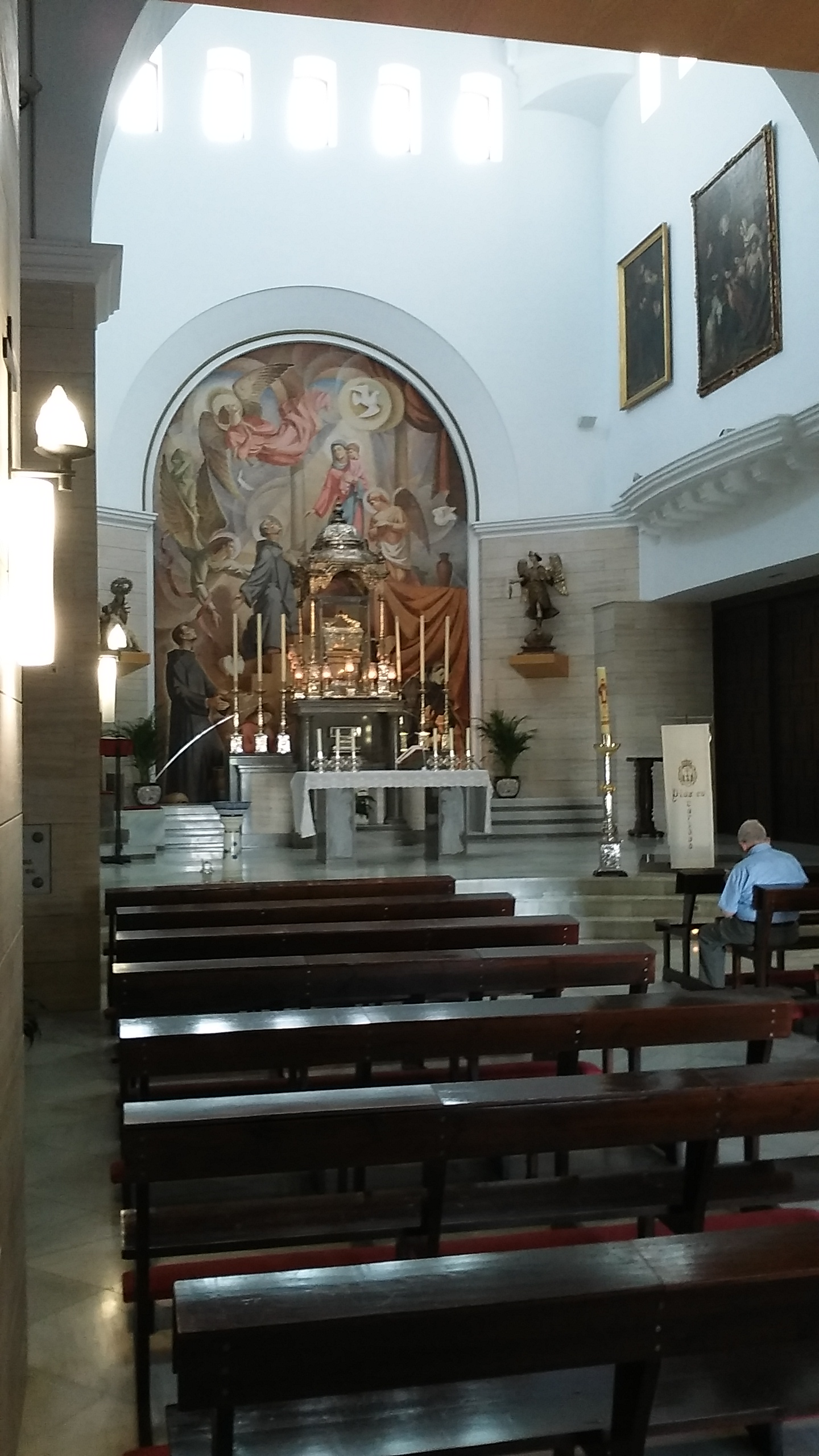
Interior

El templo es de pequeño tamaño, con tres partes, teniendo en el altar los restos del santo. Es la evolución de una capilla anterior.